# Fièvre d'Or
'Fièvre d'Or' (en allemand 'Gold Rausch') est un cultivar de rosier obtenu en 1961 par l'obtenteur allemand Reimer Kordes. Il est issu d'un croisement semis ('Condesa de Sástago' (Dot, 1930) x 'Walter Bentley') x pollen 'Buccaneer'. 

## Description
Cet hybride de thé présente de grandes fleurs jaunes très pleines (+41 pétales), fleurissant en bouquets tout au long de la saison.
Son buisson érigé, s'élevant à 120 cm, possède un feuillage dense et vert foncé. Il peut être sensible au mildiou.
Sa zone de rusticité est de 6b à 9b ; il est donc résistant aux hivers rigoureux.

## Descendance
'Fièvre d'Or' a donné naissance notamment à :
- 'Peer Gynt' (Kordes, 1968) par croisement avec 'Reine des Roses' (Kordes, 1964)